# Bernice Edwards
„Moanin’“ Bernice Edwards (* ca. 1910; † 26. Februar 1969 in Houston) war eine US-amerikanische Blues-Musikerin (Gesang, Piano).

## Leben und Wirken
Bernice Edwards wuchs in Houston in einer musikalischen Familie auf (mit der sie nicht verwandt war); dies waren Sippie Wallace, die Brüder George W. Thomas, Jr.; ein Pianist, Bandleader und Komponist, und Hersal Thomas, der ungefähr in ihrem Alter war, sowie deren Nichte Hociel Thomas, die alle bekannte Musiker des frühen Blues und Boogie-Woogie waren. Von Hociel Thomas lernte sie Klavierspiel; um 1923 zogen George und Hersal nach Chicago; bei zwei Aufnahmesessions für Paramount Records im Februar 1928 hatte Edwards in Chicago die Gelegenheit, zwölf Songs aufzunehmen, bei denen sie sich am Piano begleitete (u. a. „Hard Hustling Blues“/„High Powered Mama“ (P 12766) und „Long Tall Mama“, P 12633). Ihr Pianospiel umfasste Ragtime und Blues; ihr Gesang war neben dem Blues vom Vaudeville beeinflusst. Edwards’ Song „Moanin’ Blues“ wurde zu ihrem Markenzeichen; weitere Titel waren „Mean Man Blues“, „Jack of All Trades“, „Two-Way Kind of Mind Blues“, „Low Down Dirty Shame Blues“ und „Hard Hustling Blues“.
Edwards wirkte bei den letzten Aufnahmen von J. T. Smith mit, entstanden für die American Record Corporation im April 1935 in Fort Worth mit Black Boy Shine (Piano), diese (darunter die Instrumentalnummern „Hot Mattress Stomp“ und „Ninth Street Stomp“) blieben aber unveröffentlicht. Einen Tag nach dieser Triosession nahm sie unter eigenem Namen für Vocalion Records „Ninth Street Stomp“ auf (#03168). Nach dieser Session soll Edwards geheiratet haben; 1937 nahm sie noch mit Black Boy Shine für Vocalion die Titel „Gamblin' Jinx Blues“ und „Business Woman Blues“ auf. Danach entstanden keine weiteren Aufnahmen.

## Diskographische Hinweise
- Texas Piano Vol. 1 (1923–1935) (Document Records, ed. 1993).
- Blues, Volume 4: The Thomas Family 1925—1929 (Magpie)
- The Complete Recorded Works of George and Hersal Thomas, Moanin' Bernice Edwards (1923–1935).